# Senatori della XXX legislatura del Regno d'Italia
Senatori della XXX legislatura del Regno d'Italia nominati dal re Vittorio Emanuele III, divisi per anno di nomina.
212 senatori furono nominati nel 1939 e altri 32 nel 1943. Per altre 5 nomine previste dai decreti non venne completato l'iter.
Tra parentesi sono indicate le categorie di nomina.

## Senatori di nomina regia

### Principi a norma dell’art.34 dello Statuto[2][3]
- S.A.R. Umberto di Savoia, Principe di Piemonte
- S.A.R. Amedeo di Savoia, Duca d’Aosta
- S.A.R. Aimone di Savoia-Aosta, Duca di Spoleto
- S.A.R. Vittorio Emanuele di Savoia-Aosta, Conte di Torino
- S.A.R. Ferdinando di Savoia, duca di Genova
- S.A.R. Filiberto di Savoia-Genova, Duca di Pistoia
- S.A.R. Adalberto di Savoia-Genova, Duca di Bergamo
- S.A.R. Eugenio di Savoia-Genova, Duca di Ancona

### 1939

#### Decreti 25 marzo
Con due distinti decreti dello stesso giorno vennero nominati 39 senatori tra generali e ammiragli.
- Adriano Alberti (14)
- Giacomo Appiotti (14)
- Giuseppe Mario Asinari Rossillon (14)
- Federico Baistrocchi (14)
- Ettore Bastico (14)
- Romeo Bernotti (14)
- Valentino Bobbio (14)
- Umberto Bucci (14)
- Riccardo Calcagno (14)
- Inigo Campioni (14)
- Giuseppe Cantù (14)
- Ugo Cei (14)
- Alessandro Ciano (14)
- Vincenzo De Feo (14)
- Salvatore Denti Amari di Pirajno (14)
- Giovanni Battista Dho (14)
- Ferdinando Farina (14)
- Melchiade Gabba (14)
- Fausto Gambardella (14)
- Francesco Goggia (14)
- Arturo Giuliano (14)
- Camillo Grossi (14)
- Amedeo Guillet (14)
- Giuseppe Malladra (14)
- Adriano Marinetti (14)
- Ottorino Mezzetti (14)
- Luigi Miraglia (14)
- Riccardo Moizo (14)
- Guglielmo Nasi (14)
- Carlo Pignatti Morano di Custoza (14)
- Angelo Pugnani (14)
- Arturo Riccardi (14)
- Aurelio Ricchetti (14)
- Edoardo Salazar (14)
- Ruggero Santini (14)
- Alessandro Saporiti (14)
- Angelo Tua (14)
- Arturo Vacca Maggiolini (14)
- Giulio Valli (14)

#### Decreto 27 marzo
Con il decreto vennero nominati 4 senatori tra generali dell'aviazione.
- Cristoforo Ferrari (14)
- Aurelio Liotta (14)
- Vincenzo Lombard (14)
- Maurizio Mario Moris (14)

#### Decreto 8 aprile
Con il decreto vennero nominati 20 senatori tra avvocati, economisti e professori.
- Fortunato Tommaso Arnoni (3)
- Antonio Baslini (3)
- Alberto Beneduce (5)
- Giuseppe Bianchini (3)
- Febo Borromeo d'Adda (21)
- Beniamino Donzelli (3)
- Aurelio Drago (3)
- Giacomo Ferretti (3)
- Silvo Gai (3)
- Alberto Geremicca (3)
- Maurizio Maraviglia (3)
- Alessandro Mariotti (3)
- Teodoro Morisani (3)
- Paolo Orano (3)
- Carlo Alberto Quilico (3)
- Arrigo Serpieri (3)
- Emanuele Trigona (3)
- Francesco Tullio (3)
- Ercole Varzi (3)
- Gaetano Vinci (3)

#### Decreto 22 aprile
Con il decreto vennero nominati 15 senatori tra i prefetti.
- Michele Adinolfi (17)
- Giuseppe Carlo Catalano (17)
- Giuseppe Celi (17)
- Stefano De Ruggiero (17)
- Francesco Dentice di Accadia (17)
- Francesco Falcetti (21)
- Cesare Giovara (17)
- Agostino Guerresi (17)
- Giuseppe Marzano (17)
- Raffaele Montuori (21)
- Riccardo Motta (17)
- Giovanni Oriolo (17)
- Eolo Rebua (17)
- Umberto Ricci (17)
- Edoardo Spasiano (21)

#### Decreto 24 aprile
Con il decreto vennero nominati 6 senatori tra i diplomatici.
- Luigi Aldrovandi Marescotti (6)
- Pompeo Aloisi (6)
- Mario Arlotta (6)
- Temistocle Bernardi (7)
- Giulio Cesare Montagna (6)
- Carlo Senni (6)

#### Decreto 23 maggio
Con il decreto vennero nominati 14 senatori tra magistrati e funzionari.
- Michele Cagnetta (8, 15)
- Aristide Carapelle (3, 8, 15)
- Iginio Coffari (15, 17)
- Gerardo Di Martino (15)
- Giuseppe Fagiolari (8, 15)
- Ugo Attico Fioretti (12)
- Adolfo Giaquinto (9, 13)
- Bruto Mancini (12)
- Gian Carlo Messa (9)
- Marcello Minale (15)
- Francesco Quarta (8, 12)
- Ugo Sirovich (8, 12)
- Luigi Trivelli (8, 12)
- Edoardo Vicario (8, 12)

#### Decreto 25 maggio
Con il decreto vennero nominati 9 senatori tra magistrati e funzionari.
- Gaetano Cosentino (8, 12)
- Nicodemo Del Vasto (9)
- Michele Delle Donne (9)
- Luigi Di Lella (9)
- Bindo Galli (9)
- Rodolfo Loffredo (13)
- Michele Arcangelo Petrone (8, 12)
- Giulio Ronga (9)
- Pasquale Salvatore Samperi (8, 12)

#### Decreto 13 giugno
Con il decreto vennero nominati 18 senatori tra docenti universitari e studiosi.
- Cesare Agostini (21)
- Roberto Alessandri (21)
- Giulio Alessandrini (21)
- Lorenzo Bardelli (21)
- Alfonso Bartoli (20)
- Giuseppe Bastianelli (21)
- Arturo Beretta (21)
- Gaetano Mario Columba (18)
- Luigi D'Amato (21)
- Nicola Festa (18)
- Luigi Lombardi (18)
- Giovanni Masnata (21)
- Oreste Mattirolo (18, 21)
- Paolo Medolaghi (21)
- Cesare Micheli (21)
- Alberto Pepere (21)
- Luigi Martino Spolverini (21)
- Giuseppe Tusini (21)

Nel decreto erano indicati anche Pasquale Pietro Boninsegni, Aristide Busi e Gaetano Scorza, ma non risulta completato l'iter della loro nomina.

#### Decreto 12 luglio
Con il decreto venne nominato un unico senatore.
- Arrigo Solmi (3, 5)

#### Decreto 4 agosto
Con il decreto vennero nominati 4 senatori per aver favorito l'unione dell'Albania con l'Italia.
- Gjon Markagjoni (20)
- Mustafà Merlika Kruja (20)
- Vangjel Turtulli (20)
- Shefket Verlaci (20)

#### Decreto 9 agosto
Con il decreto vennero nominati 20 senatori.
- Luigi Burgo (21)
- Ugo Ciancarelli (21)
- Alessandro Contini Bonacossi (21)
- Nicola Giuseppe Dallorso (21)
- Ugolino della Gherardesca (21)
- Felice Ferrari Pallavicino (21)
- Achille Gaggia (21)
- Gerolamo Gaslini (21)
- Ettore Leopardi (21)
- Umberto Locatelli (21)
- Annibale Marinelli De Marco (21)
- Andrea Matarazzo (21)
- Riccardo Moroder (21)
- Leopoldo Parodi Delfino (21)
- Guido Pasolini dall'Onda (21)
- Giovanni Penna (21)
- Roberto Pucci (21)
- Giovanni Sabini (21)
- Guido Sagramoso (21)
- Federico Tesio (21)

#### Decreto 12 ottobre
Con il decreto vennero nominati 25 senatori.
- Luigi Arborio Mella di Sant'Elia (21)
- Ambrogio Bollati (14)
- Giuseppe Boriani (14)
- Pio Calletti (21)
- Pericle Cardinali (8, 12)
- Ambrogio Clerici (14)
- Felice Coralli (14)
- Fidenzio Dall'Ora (14)
- Giorgio Emo di Capodilista (14)
- Francesco Guidi (14)
- Guido Guidotti (14)
- Giulio Ingianni (21)
- Guido Larcher (20, 21)
- Domenico Milani (12)
- Manlio Morgagni (21)
- Francesco Saverio Mosso (21)
- Giorgio Nobili (14)
- Enea Noseda (13)
- Arnaldo Petretti (15)
- Giuliano Ricci Lotteringi del Riccio (14)
- Enrico Scodnik (21)
- Umberto Silvagni (20)
- Umberto Somma (14)
- Luigi Velani (21)
- Umberto Zamboni (14)

#### Decreto 20 ottobre
Con il decreto vennero nominati 37 senatori.
- Antonio Albertini (3, 13)
- Michele Barbi (18)
- Domenico Bartolini (21)
- Mario Betti (18, 21)
- Ugo Bono (3)
- Orazio Botturini (9)
- Camillo Cantarano (9, 21)
- Giuseppe Cardinali (21)
- Angelo Chiarini (3)
- Ettore Cipolla (13)
- Giovanni Corsi (21)
- Michele D'Aquino (8)
- Brizio De Sanctis (21)
- Alfredo Dentice di Frasso (3)
- Luigi Maria Foschini (3)
- Giuseppe Gavazzi (21)
- Cesare Genovesi (3)
- Giuseppe Gentile (3, 15)
- Antonio Gismondi (13)
- Ferdinando Giuseppe Giuli Rosselmini Gualandi (21)
- Pier Gabriele Goidanich (18)
- Giuseppe Innocenti (13)
- Oreste Jacobini (21)
- Giovanni Marro (18)
- Davide Mele (21)
- Filippo Mezzi (3)
- Giuseppe Morelli (3)
- Giovanni Perez (21)
- Amedeo Perna (3)
- Vladimiro Pini (14)
- Alessandro Poss (21)
- Francesco Rossi (16, 21)
- Carlo Sigismondi (14)
- Euclide Silvestri (21)
- Raimondo Targetti (21)
- Carlo Torlonia (21)
- Guido Viale (3)

Dopo il 17 maggio 1940 non ci furono più sedute pubbliche del Senato.

### 1943

#### Decreto 6 febbraio
Con il decreto vennero nominati 32 senatori.
Le nomine vennero convalidate il 26 febbraio 1943; il giuramento avvenne per tutti in comitato segreto del 29 aprile 1943.
- Emilio Arlotti (3); morto 15 novembre 1943
- Guido Asinari di San Marzano (3)
- Giovanni Battista Bibolini (3)
- Antonio Bifani (3)
- Piero Bolzon (3)
- Rodolfo Borghese (3)
- Alessandro Brizi (21)
- Alfredo Bruchi (3)
- Giuseppe Bruni (3)
- Vincenzo Buronzo (3)
- Alberto Calza Bini (3)
- Massimo Capialbi (3)
- Luigi Capri Cruciani (3)
- Livio Ciardi (3), morto 8 agosto 1943
- Carlo Costamagna (3)
- Edmondo Del Bufalo (3)
- Guido Donegani (3)
- Vittorio Umberto Fantucci (3)
- Neri Farina Cini (21)
- Alessandro Ghigi (3)
- Renato Macarini Carmignani (3)
- Giuseppe Mazzini (3)
- Giovanni Milani (3)
- Eugenio Morelli (3)
- Francesco Paoloni (3)
- Ludovico Pellizzari (3)
- Antonio Pesenti (3)
- Mario Racheli (3)
- Edoardo Rotigliano (3)
- Luigi Russo (3)
- Francesco Sacco (3)
- Antonio Trapani Lombardo (3)

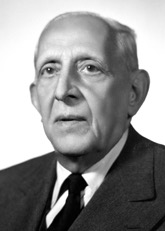
Pietro Tomasi della Torretta, presidente dal 1944 al 1946

Nel decreto erano indicati anche Gian Giuseppe Durini e Giacinto Motta, ma non risulta completato l'iter della loro nomina.
Dal 1944 i senatori del Regno nominati dopo il 1922, ancora in vita, furono deferiti all'Alta corte di giustizia per le sanzioni contro il fascismo. Per molti fu stabilita la decadenza, i restanti rimasero formalmente in carica.

## Il Senato del Regno dal 1944 al 1946
Con la caduta del fascismo il 25 luglio 1943, il re nominò nuovo presidente l'ammiraglio Paolo Thaon di Revel che entrò in carica il 2 agosto. Il 20 luglio 1944 Pietro Tomasi della Torretta fu nominato ultimo presidente del Senato. 
Nel luglio 1944 fu costituito anche un ufficio di presidenza, che restò in carica fino al 25 giugno 1946, quando il Senato cessò le funzioni, con il decreto legislativo n. 48 del 24 giugno 1946, e il contemporaneo insediamento della Assemblea Costituente.
Inoltre, come previsto dalla III disposizione transitoria della Costituzione gli ex Senatori del Regno, non dichiarati decaduti, divennero nel 1948 componenti di diritto del Senato della Repubblica nella I legislatura.

## Statistiche
SenatoriAnno050100150200250186018801900192019401960SenatoriNomine per anno
SenatoriEtà05101520255256596163656769717375777983SenatoriDistribuzione per età dei nuovi senatori
SenatoriCategoria0102030405060Arcivescovi e Vescovi dello StatoCategoria unicaCon altreSuddivisione per categoria di nomina